# 민도로섬 전투
민도로섬 전투(Battle of Mindoro)는 태평양 전쟁 중인 1944년 12월 13일부터 2월 하순에 걸쳐 일본군과 미군 사이에 필리핀 북부 민도로섬에서 벌어진 전투이다. 미군의 작전 목표는 루손 전투를 대비하여 작전 거점을 확보하고, 필리핀 전역을 일본군으로부터 해방시키는 일환으로 민도로섬 자체를 탈환하는데 있었다. 압도적으로 우세한 미군의 공격으로 일본군 수비대는 전멸했다.

## 배경
연합군 남서 태평양 방면 총사령관 더글러스 맥아더는 루손섬 공략을 위한 중요한 기반으로 레이테섬의 전투 비행장을 확보한 레이테섬 보다 루손섬에 더 가까운 필리핀 북부의 섬들을 먼저 확보해야 한다고 했다. 이를 위해 루손섬 바로 남쪽에 위치한 민도로섬은 전략적으로 중요한 섬이라고 생각했다. 레이테섬의 부족한 입지 조건 속에 건설된 비행장은 신뢰성이 없다고 생각했기 때문에 루손 전술 항공 지원 기지로서 민도로섬의 확보는 맥아더에게 시급한 일이었다. 민도로섬은 산이 많고, 평원은 적었지만 비행장의 적지로 전쟁 전부터 비상착륙 활주로가 존재하고 있었다.
한편, 태평양 전쟁 초기에 민도로섬을 점령한 일본군은 남쪽의 산호세 주변에 거점을 두고 주로 해군의 수상기 기지로 사용하고 있었다. 그러나 지상 전력은 제105사단 독립 보병 제359대대에서 파견된 임시 보병 2개 중대 뿐이었다. 이에 후방 부대까지 합치면 약 1천명이 주둔하고 있던 것 외에 레이테섬 등으로 향하는 도중에 격침된 수송선 선원 200여명이 체류하고 있었다. 주력 보병 2개 중대는 루손섬에 배치된 제8사단(사단장 : 요코야마 시즈오 중장)의 보병 제17연대에서 지휘를 받아 산호세와 섬의 북단 카라판에 1개 중대씩 배치되어 또한 소대 단위로 분산되어 있었다. 때때로, 미군에 우호적인 게릴라와의 교전도 있었다. 미군은 일본군의 방비가 허술한 것을 감지하고 상륙하기 쉬울 것으로 생각했다. 그러나 실제로는 상당히 불편한 사업이 되었다. 처음에는 동북 방면에서 육해공군의 연계를 통해 상륙한다는 계획이 최선일 것으로 생각되었지만, 일본군의 항공 부대에 반격을 당할 우려로 기각되었다. 그래서 산호세의 남서쪽에 있으며 민도로섬에서 가장 수심이 있는 망가린만에서 상륙하는 방안이 채택되었다.
미국 육군 제6군 사령관인 월터 크루거 중장의 지휘 하에 12월 15일 민도로섬에 침공을 결정했다. 맥아더는 12월 5일의 침공을 요구했었지만, 크루거는 레이테섬의 전황과 항공 지원 부족을 이유로 거절했다. 제24 보병사단(사단장 : 로스코 B. 크루거 소장)의 제19보병 연대와 제503 공수 보병연대(연대장 : 조지 M. 존스 중령)의 2개 연대를 기한을 두고 1만명을 투입하기로 이들을 ‘The Warden(파수꾼이라는 뜻)’라고 명명하여 침공을 준비했다.

## 전투
상륙 선단은 고속수송함(APD) 8척, 전차상륙함(LST) 30척, 중형상륙함(LSM) 12척 등 호위 순양함 내쉬빌(기함)과 구축함 8척으로 구성되어 중순양함 1척, 경순양함 2척, 구축함 12척으로 구성된 직접 엄호 함대와 호위 항공모함 6척, 전함 3척, 중순양함 2척의 추가 지원 함대가 따라가고 있었다. 제19 보병연대 외에도 제503 공수 보병연대의 낙하산병들도 레이테섬의 활주로가 확보되지 않았기 때문에 해로로 망가린 만에 상륙하게 되었다. 기지 공병대 등을 포함하여 상륙 부대의 총 병력은 약 2만 7천명이었다. 점령 후 주둔시킬 어뢰정 23척도 포함되어 있었다.
1944년 12월 13일 네그로스섬에서 발진한 카미카제 특공대 26대를 포함한 일본 해군기 36대와 육군 특공기 일부가 민도로섬에 상륙 부대를 싣고 항해 중인 미국 함대를 공격했다. 특공기의 공격으로 경순양함 내쉬빌 대파되어 133명이 전사했고 190명이 부상을 당했다. 상륙 부대의 지휘관인 윌리엄 C. 던클 준장도 중상을 입었을 뿐 아니라 상륙 부대의 고위 참모들 중에서도 많은 사상자가 나왔다. 경순양함 내쉬빌의 지휘 기능이 상실되었기 때문에 사령부는 구축함으로 갈아탔다. 그 밖에도 전차상륙함 2척이 공격을 받았다. 미국 육해군 항공 부대는 12월 1주째 무렵에 카미카제 특공대를 괴멸시키기 위한 작전을 진행했다. 이 작전에서 700대 이상의 일본군 항공기를 파괴하는 것이 요구되고 있었지만, 결국 미군은 일본 측에 충분한 피해를 입히지 못했다고 평가했다.
또한 일본군은 민도로섬에 부대가 상륙할 것을 인지하지 못했고, 13일경에 네그로스섬에, 14일 정도가 되어야 루손섬 남부에 상륙 부대가 올 것이라고 예상하고 있었다. 이 오판의 결과 다호작전이 중지되게 된다.

### 미군의 상륙
12월 15일 미군에 의한 민도로섬 상륙작전이 시작되었다. 그날은 날씨가 맑았고, 해상 침공 부대는 날씨에 민감했다.
민도로섬에 상륙을 알게 된 일본 해군은 특공기 13대와 엄호기 12대의 공격대를 보내 15일 아침 공격으로 2척의 전차상륙함을 격침했다. 그 와중에 피탄을 당해 불에 탄 전차상륙함 LST-738 승무원은 ‘구축함 몰’(USS Moale)의 과감한 행동으로 구조되었다. LST-738에서는 상륙 물자가 유폭을 일으켰고, 60cm나 되는 유탄 파편이 튀어 몰의 선체에는 4개의 큰 구멍이 뚫렸다. 몰의 승무원 중 한 명이었던 메이트 에드 마쉬는 LST-738에 쌓여 있던 통 포장의 바셀린이 보포스 40mm 기관포 총신에 튀어 “필요 없는 기름을 부었다”고 말했다. 몰에서 승무원 1명이 사망하고 13명이 부상을 당했지만, LST-738은 88명을 무사히 구출했다.
일본 해군은 제31전대 소속의 구축함 부대를 동원하여 반격도 검토했지만 공습이나 고장으로 인해 포기를 할 수 밖에 없었다.
미군은 48시간 이내에 섬의 주요 지역의 확보를 마쳤다. 일본군은 압도적인 전력 차이로 인해 전투를 회피했다. 일본군 중 섬 북부의 방공 감시소에 있던 300여명은 제503 공수 보병 연대의 1개 중대에 의한 공격을 받고 전투를 벌였지만, 겨우 산을 벗어날 수 있었다. 미군은 즉시 비행장의 정비를 시작하여 13일 동안 2곳의 비행장을 완성시켰다. 12월 26일경에는 항공기 120대가 준비되었다.

### 일본군의 반격
일본 제국 해군은 민도로섬의 이용을 방해하기 위해 중순양함 아시가라급, 경순양함 오요도, 구축함 6척의 함대를 망가린만에 보냈고, 12월 26일에 비행장과 정박 중인 선단을 공격했다.(레이호 작전). 수송선 1척을 침몰시키는 등의 전과를 거두었지만, 기지를 무력화시킬 정도의 피해를 입히지는 못했다. 일본 육군 항공대에 의한 공습도 상당한 성과를 거두었지만, 마찬가지로 결정적인 피해는 입히지 못했다.
민도로섬의 비행장을 이용하여 필리핀 주변의 제공권을 완전히 빼앗길 것을 두려워했던 대본영과 연합 함대, 제4항공군은 역상륙 작전 실시를 제14방면군에 요구했다. 그러나 이미 루손섬에서 지구전을 하기로 방침을 세운 제14방면군은 전력 분산으로 이어질 역상륙 작전을 바로 동의하지 않았다. 결국은 제8사단 보병 제17연대에서 차출한 돌격대 113명만이 비행장에 방해 공격 임무에 투입되었다.
하타야 중위가 지휘하는 돌격대는 선박 공병 제24 연대의 다이하추급 보트를 타고 12월 28일에 루손섬을 출발해 1945년 1월 5일에 민도로섬 동부에 상륙했다. 근처의 미군과 교전을 벌인 후, 돌격대는 배를 타고 철수했다. 1월 18일에 돌격대는 민도로섬 남부에 다시 도착하여 2월 23일에 산호세 비행장 근처까지 진출했지만, 그 전투로 괴멸당했다.

## 결과
민도로섬을 장악하는데 성공한 연합군은 민도로섬에 비행장 설치하여 루손섬 주변의 제공권을 확보하는데 성공했다.
상륙 후 짧은 교전에 의해 일본군 수비대는 전사 200명, 부상 375명의 피해를 입은 것으로 추정되고 있다. 이후 소탕전과 기아, 질병 등으로 일본군은 더 손실을 입었고, 전쟁이 끝났을 때 투항자는 26명이었다. 이에 반해 미군 제24 보병 사단은 전사 18명, 부상 81명의 피해를 입었다. 또한, 상기의 26명 외에도 산 속에 버티던 일본군 생존자가 남아있어 1956년에 2명이 더 추가되었다.

## 참고 자료
- Andrade, Dale (1979). 《Luzon》. The U.S. Army Campaigns of World War II. 미군역사센터. CMH Pub 72-28. 2008년 12월 15일에 원본 문서에서 보존된 문서. 2015년 8월 12일에 확인함.
- 〈Chapter IX: The Mindoro and Luzon Operations〉. 《Reports of General MacArthur: The Campaigns of MacArthur in the Pacific: Volume I》. Library of Congress: Department of the Army. 242–294쪽. 2014년 1월 16일에 원본 문서에서 보존된 문서. 2014년 1월 5일에 확인함.